# Movie
Movie est un jeu vidéo d'aventure développé par Duško Dimitrijević et édité par Imagine Software, sorti en 1986 sur Amstrad CPC et ZX Spectrum.

## Accueil
- Aktueller Software Markt : 8,45/10[1]
- Your Sinclair : 9/10[2]